# Seznam opatů kláštera Teplá

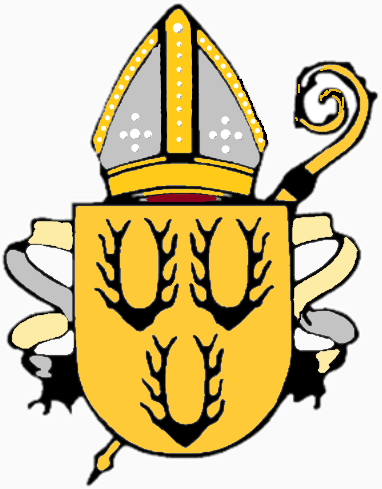
Znak premonstrátského kláštera v Teplé

Znak řádu premonstrátů kanovníků

Toto je neúplný seznamu opatů premonstrátského kláštera v Teplé a některé významné události jeho historie.

## Seznam opatů
- 1197?-1233 Jan (Johann) I., první opat, přišel s 12 mnichy ze Strahova; 1232 vysvěcen kostel
- 1233-1242 Bernard
- 1242-1247 Gerard
- 1247–1259 Benedikt
- 1259-1267 Oldřich
- 1267–1295 Hugo
- 1295-1303 Ivo
- 1303-1313 Berthold
- 1314-1324 Vyšemír
- 1324-1339 Petr I.
- 1339-1358 Beneda
- 1358-1368 Ering
- 1368-1381 Heřman
- 1382-1384 Liphard
- 1384–1411 Bohuš z Otěšic
- 1411-1443 Racek z Rýzmburka
- 1444-1449 Jan II. Čeněk
- 1449-1454 Václav
- 1454 Jan III. Buně
- 1454-1457 Albert
- 1458–1506 Zikmund Hausmann, věrný Jiřímu z Poděbrad, musel 1467 uprchnout před katolíky
- 1507-1509 Jan IV. Fröstl
- 1509-1526 Petr II.
- 1526-1535 Antonín
- 1535–1559 Jan V. Kurz, obnovil v Teplé latinskou školu
- 1559–1585 Jan VI. Myšín (Mauskönig)
- 1585–1596 Mathias Gehel (Göbel)
- 1596-1599 Matias II. Zimmerhackel
- 1599–1629 Andreas Ebersbach; 1618 se do kláštera uchýlil Vilém Slavata a arcibiskup Jan Lohelius na útěku do Bavor; 1620 klášter vyraboval Mansfeld
- 1629-1647 Jan VII. Pecher
- 1647-1654 Fridrich Füssel, 31. opat
- 1654-1658 Ambrož Trötscher
- 1658-1670 Raimund I. Wilfert, 1666 se začal stavět nový konvent
- 1670-1682 Friedrich II. Uhl
- 1682-1688 Gregor Neidhart
- 1688–1724 Raimund II. Wilfert, 1690 začal Kryštof Dientzenhofer stavět novou prelaturu
- 1724-1741 Rajmund III. Šimanovský
- 1741–1767 Hieronymus Ambros (Jeroným František Ambrož)
- 1767 - 1789 Kryštof Heřman z Trauttmansdorffu, 1783 latinská škola přenesena do Plzně
- 1791-1801 Raymond IV. Hübl, 40. opat
- 1801–1812 Chrysostom Laurentius Pfrogner, 1802 rektor pražské univerzity, přítel Goethův
- 1813–1827 Karel Kašpar Reitenberger, zakladatel Mariánských Lázní
- 1828–1835 Adolf Kopmann, profesor univerzity ve Vídni
- 1836-1842 Melchior Mahr, 1840 dostavěl Tepelský dům v Mariánských Lázních
- 1843–1867 Marian Josef Heinl, v letech 1844-1848 dal postavit kostel v Mariánských Lázních
- 1867-1880 Maximilián Liebsch
- 1880-1887 Bruno Baierl
- 1887-1900 Ambros Alfred Clementso
- 1900–1944 Gilbert Helmer, předválečný německý nacionalista, přesto byl klášter zabaven Gestapem
- 1944–1946 Karl Petrus Möhler, uvězněn a vysídlen
- 1946–1952 Heřman Josef Tyl (prior de regimine)
- 1950-1978 byl klášter uzavřen a sloužil jako kasárna
- 1978-1989 sloužil jako Okresní archiv (pobočka Žlutice) a skladiště Památníku národního písemnictví, 1990 byl navrácen premonstrátskému řádu.
- 1989–1992 Heřman Josef Tyl
- 1992-1993 Hugo Pitel, administrátor
- 1993 Filip z Lobkowicz, administrátor
- 1993 Jan Křtitel Vladimír Franze
- 1993-1995 Tadeáš Řehák (administrátor)
- 1995-1998 Evermod Šidlovský (administrátor)
- 1998–2011 Augustin Ján Kováčik (administrátor)
- od roku 2011 Filip Zdeněk z Lobkowicz (53. opat v historii kláštera)